# Das Go-Go-Girl vom Blow-Up
Das Go-Go-Girl vom Blow-Up ist eine deutsch-schweizerische Filmkomödie von Rolf Olsen aus dem Jahr 1969. In den Schweizer Kinos lief sie unter dem Titel Ich betone – oben ohne.

## Handlung
Medizinstudentin Monique Brahm zieht von Berlin nach München zu ihrem Onkel Eberhard Adler, um dort ihr Studium fortzusetzen. Der sittenstrenge Onkel, der als Stadtrat tätig ist, hat erfahren, dass sie nebenbei arbeiten musste, um ihr Studium zu finanzieren. Er weiß jedoch nicht, dass sie nachts als Gogo-Tänzerin mit den Musikern der Gruppe Mark-Brothers aufgetreten ist. Die Mark-Brothers erhalten ein Engagement im Nachtclub Blow-Up von Inhaber Conny Angel. Der jedoch hat die Gruppe vertraglich mit Monique engagiert und so droht das Engagement zu platzen. Die Mark-Brothers überzeugen Monique, so lange mit ihnen zu tanzen, bis sie adäquaten Ersatz gefunden haben. Monique wiederum lernt an der Universität den Studenten Peter Mertens kennen, der sich in sie verliebt.
Eberhard Adler ist seit langem darauf aus, das Blow-Up zu schließen. Treibende Kraft ist neben seiner dominanten Frau Grethe auch sein Schwager Alois Kranz. Alois kennt einen Brauereibesitzer, der den großen Club gerne zu einer Schankwirtschaft machen würde. Da in der letzten Zeit zahlreiche Beschwerden von Anwohnern eingegangen sind, die den Club aus moralischen Gründen geschlossen sehen wollen, käme Politiker Eberhard ein Ende des Blow-Up auch aus karrierebezogenen Gründen recht. Bei einer Inspektionstour mit dem Sittenkommissar Hummel landen beide Männer im Blow-Up und dort im großen Pool. Ein Reporter des Wiener PornoPress-Verlags fotografiert die pikante Szene in Connys Auftrag. Eberhard fühlt sich im Club wohl, wird von Connys Freundin Inga getrocknet und später mit zu einer Tour durch die Stripclubs der Stadt eingeladen.
Die Fotos des Abends erhält Hummel per Post, sodass er und Eberhard erst einmal keine weiteren Schritte gegen das Blow-Up unternehmen können. Hummel begibt sich nach Wien, um die Herausgabe der Bilder beim Verlag zu erreichen. Eberhard wiederum hat die Nacht nicht zu Hause verbracht und wird bei seiner Rückkehr von Grethe zur Rede gestellt. Er denkt sich eine abenteuerliche Geschichte von einem wiedergefundenen ehemaligen Schulfreund aus, der Konstantin heißt und ein reicher Reeder ist. Mit ihm und seiner migränegeplagten Frau habe er die Nacht verbracht. Conny, der von Monique Eberhards Identität erfahren hat, wollte eigentlich mit ihm über die Zukunft des Blow-Up sprechen und hört nun unfreiwillig die erfundene Geschichte an der Tür mit. Er klopft und gibt sich als Konstantin aus. Grethe ist angetan und lädt ihn mit seiner Frau zum Essen und Übernachten ein. Sie weiß nicht, dass Conny, der mit Inga erscheint, alle Gespräche über ein verstecktes Mikrofon mitschneidet. In der Nacht versucht Grethe zum von ihr angehimmelten Conny zu kommen. Eberhard will zu Inga und Conny am Ende in den Club. Verschlossene Türen und der Haushund, verschiedene Fenstereinstiege und das Hauspersonal führen zu zahlreichen chaotischen Situationen.
Am nächsten Tag erscheint Alois und will Conny zu faulen Geschäften mit griechischen Schiffen überreden. Er eröffnet ihm, dass er und Eberhard sich schon lange bestechen lassen. Auch wenn Eberhard klar ist, dass Conny spätestens jetzt genug gegen ihn in der Hand hat, um das Blow-Up behalten zu können, kann er sich nicht dagegen wehren, von Alois und Grethe in einen Plan zur Schließung des Clubs eingespannt zu werden. Erst Connys Tonbandgerät mit den aufgenommenen Gesprächen sowie die Fotos des PornoPress-Verlags machen allen Beteiligten klar, dass sie besser nichts unternehmen sollten. Die Kassette wird vom Haushund gestohlen und es beginnt eine wilde Verfolgungsjagd nach dem Beweisstück. Nur Monique beteiligt sich nicht und fährt lieber mit ihrem neuen Freund Peter davon.

## Produktion
Das Go-Go-Girl vom Blow-Up wurde 1968 nach einer Idee von Conny Drey gedreht. Einer der Drehorte war das Blow Up in München, Deutschlands erste Großraumdiskothek und laut Vorspann „Europas erstes Action-Center“. Die Musik wurde von Gerry Hayes and the Dynamic-Brass eingespielt, die auch Nebenrollen im Film als Mark-Brothers übernahmen. Zu hören ist unter anderem der Titel Go-Go-Girl. Die Bauten stammen von Max Mellin, die Filmkostüme schuf Eva Maria Gall.
Der Film kam am 30. Januar 1969 in die deutschen Kinos. Es sind zahlreiche Alternativtitel des Films bekannt, darunter Das Go-Go Girl vom Blow-Up oder in Schwabing sind die Nächte lang und Nach Dirndl oder Lederhose geht’s jetzt auf die Münchner Madel los.

## Kritik
„Die Schnulzenstory ist Vorwand für eine stümperhafte Darbietung einschlägiger Showszenen und einfältiger Verwechslungskomik“, schrieb der film-dienst.